# تشم بير
تشم بير هي قرية في مقاطعة لنجان، إيران. عدد سكان هذه القرية هو 236 في سنة 2006.